# カタジナ・スコブロニスカ
カタジナ・スコブロニスカ＝ドラタ（Katarzyna Ewa Skowrońska-Dolata、1983年6月30日 - ）は、ポーランドの元女子バレーボール選手。ワルシャワ出身。ポジションはオポジット。

## 来歴
10代前半に、兄がバレーボールクラブでプレイする姿を観戦したことがきっかけで、バレーボールに関心を持つようになる。代表メンバーに選出されるとすぐに頭角を現し、2003年欧州選手権、2005年欧州選手権で金メダルを獲得した。
ポーランドのトップリーグ、ナフタガス・ピワでプロデビューし、2005年にイタリアのセリエAのヴィチェンツァに移籍。このとき高橋みゆきとチームメイトであった。2008年スカボリーニ・ペーザロでリーグ優勝を経験した。
2007年ワールドカップでは182得点を挙げベストスコアラーを受賞した。2008年、北京オリンピックに出場した。2010年と2013年には代表チームの主将を務めた。

## 人物
- 18歳の誕生日の時に肩に龍のタトゥーを入れた[1]。

## 球歴
- 2002年 - 世界選手権 (13位タイ）
- 2003年 - 欧州選手権（優勝）
- 2003年 - ワールドカップ
- 2005年 - 欧州選手権（優勝）
- 2005年 - グラチャン (4位）
- 2006年 - 世界選手権　（15位タイ）
- 2007年 - ワールドカップ（6位、ベストスコアラー）
- 2008年 - 北京オリンピック世界最終予選 (1位）
- 2008年 - 北京オリンピック (9位）
- 2010年 - ワールドグランプリ (6位）
- 2011年 - 欧州選手権 (5位)
- 2012年 - ワールドグランプリ (8位）

## 所属クラブ
- ナフタガス・ピワ （2003-2005年）
- ヴィチェンツァ・バレー （2005-2006年）
- アシステル・ノヴァーラ （2006-2008年）
- スカボリーニ・ペーザロ （2008-2010年）
- フェネルバフチェ （2010-2011年）
- 広東恒大 （2011年-2013年）
- ラビタ・バクー (2013-2015年)
- インペル・ヴロツワフ（2015-2016年）
- ベルガモ（2016-2017年）
- グレミオ・レクレアチーヴォ・バルエリ（2017-2019年）